# بلدة فاون ريفر (ميشيغان)
فاون ريفر (بالإنجليزية: Fawn River Township, Michigan)‏ هي بلدة تقع في ولاية ميشيغان الأمريكية. تبلغ مساحتها 51.5 (كم²)، وترتفع عن سطح البحر 268 م، بلغ عدد سكانها 1648 نسمة في عام تعداد الولايات المتحدة 2000 حسب إحصاء مكتب تعداد الولايات المتحدة وتصل الكثافة السكانية فيها 32.6 نسمة/كم2.

## وصلات خارجية
- The US50 - Cities and Towns in Michigan State
- Michigan Cities and Towns, Facts, Map, Flag, Colleges, Government, and More